# شاش‌مسیح

مسیح در ادرار

شاش مسیح (به انگلیسی: Piss Christ) عکس گرفته شده در سال ۱۹۸۷ هنرمند و عکاس آمریکایی آندرس سرانو است. در این تصویر یک صلیب عیسی پلاستیکی در ادرار هنرمند غرق شده‌است. این اثر برنده جایزه هنرهای معاصر جنوب شرقی شد، که از پشتیبانی سازمان پشتوانه ملی هنرهای آمریکا برخوردار بود، که سازمانی در ایالات متحده آمریکا برای حمایت و سرمایه‌گزاری روی پروژه‌های هنری است.